# Gniebing-Weißenbach
Gniebing-Weißenbach è stato un comune austriaco nel distretto di Südoststeiermark (fino al 31 dicembre 2011 distretto di Feldbach), in Stiria. È stato soppresso il 31 dicembre 2014 e dal 1º gennaio 2015 le sue frazioni di Gniebing e Weißenbach bei Feldbach sono state aggregate al comune di Feldbach assieme agli altri comuni soppressi di Auersbach, Gossendorf, Leitersdorf im Raabtal, Mühldorf bei Feldbach e Raabau.